# Harrtjärnen (Vilhelmina socken, Lappland)
Harrtjärnen är en sjö i Vilhelmina kommun i Lappland och ingår i Ångermanälvens huvudavrinningsområde.